# Пијевчићи
Пијевчићи су насељено мјесто у општини Рогатица, Република Српска, БиХ. Према попису становништва из 1991. у насељу је живјело 93/94 становника.

## Становништво
| Националност       | 1991. | 1981. | 1971. | 1961. |
| Срби               | 93    | 130   | 167   | 125   |
| Југословени        |       | 2     |       |       |
| Хрвати             |       |       |       | 1     |
| остали и непознато |       |       |       |       |
| Укупно             | 93    | 132   | 167   | 126   |

| Демографија | Демографија | Демографија |
| Година      | Становника  | Становника  |
| ----------- | ----------- | ----------- |
| 1961.       | 126         |             |
| 1971.       | 167         |             |
| 1981.       | 132         |             |
| 1991.       | 93          |             |